# Петропавловська сільська рада (Аскінський район)
Петропа́вловська сільська рада (рос. Петропавловский сельский совет) — муніципальне утворення у складі Аскінського району Башкортостану, Росія. Адміністративний центр — присілок Петропавловка.

## Населення
Населення — 824 особи (2019, 1049 в 2010, 1272 в 2002).

## Склад
До складу поселення входять такі населені пункти:
| Населений пункт         | Населення, осіб (2002) | Населення, осіб (2010) |
| ----------------------- | ---------------------- | ---------------------- |
| Давлятовка, присілок    | 121                    | 129                    |
| Єрма-Єлань, присілок    | 113                    | 85                     |
| Кігази, село            | 640                    | 468                    |
| Любимовка, присілок     | 17                     | 19                     |
| Новий Кубіяз, присілок  | 0                      | 0                      |
| Ольховий Ключ, присілок | 56                     | 42                     |
| Петропавловка, присілок | 188                    | 184                    |
| Шорохово, присілок      | 137                    | 122                    |